# Harpalus texanus
Harpalus texanus är en skalbaggsart som beskrevs av Thomas Casey. Harpalus texanus ingår i släktet Harpalus och familjen jordlöpare. Inga underarter finns listade i Catalogue of Life.